# Laurits Larsen
Laurits Teodor Christian Larsen (* 8. April 1872 in Skelby; † 28. Juni 1949 ebenda) war ein dänischer Sportschütze.

## Erfolge
Laurits Larsen nahm an den Olympischen Spielen 1912 in Stockholm und 1920 in Antwerpen teil. 1912 sicherte er sich im Dreistellungskampf mit dem Freien Gewehr gemeinsam mit Ole Olsen, Niels Larsen, Lars Jørgen Madsen, Niels Andersen und Jens Hajslund Bronze im Mannschaftswettbewerb, während er in der Einzelkonkurrenz nicht über den 33. Platz hinaus kam. Mit der Freien Pistole belegte er den 21. Platz. Acht Jahre darauf verpasste er mit der Freien Pistole als Vierter knapp einen weiteren Medaillengewinn.